# Рожер Машадо Маркес
Рожер Машадо Маркес (порт. Roger Machado Marques, нар. 25 квітня 1975, Порту-Алегрі) — колишній бразильський футболіст, що грав на позиції захисника. По завершенні ігрової кар'єри — футбольний тренер. Наразі очолює тренерський штаб команди «Греміо».
Виступав за бразильські «Греміо» та «Флуміненсе», а також японський «Віссел» (Кобе). Крім того провів один матч за національну збірну Бразилії.

## Клубна кар'єра
Народився 25 квітня 1975 року в місті Порту-Алегрі. Розпочав грати у футбол у школі Вісенте де Пелотас, яка знаходилася недалеко біля його будинку в Порту-Алегрі. У віці 15-ти років він почав грати в футзальній команді коледжу Піратіні. Одночасно він виступав у команді «Аушиліадор».
30 червня 1992 року Рожер приїхав на перегляд до клубу «Греміо», сподобався тренерському штабу і почав виступати за молодіжний склад команди. У 1993 році Луїс Феліпе Сколарі, головний тренер «Греміо», запросив Рожера в основну команду. А в 1994 році він дебютував в основному складі. Там футболіст виступав дев'ять років, вигравши три кубки і чемпіонати країни, п'ять чемпіонатів штату, Кубок Лібертадорес і Рекопу Південної Америки.
У сезонах 2004 і 2005 років виступав за японський «Віссел Кобе». Пізніше повернувся до Бразилії у «Флуміненсе». Там він виграв ще один Кубок Бразилії, де у фіналі з «Фігейренсе» він забив вирішальний гол, який приніс перемогу своїй команді. Всього за клуб футболіст провів 123 матчі і забив 10 голів.
2009 року футболіст уклав договір з «Ді Сі Юнайтед», але будучи в клубі лише 10 днів, він був змушений завершити кар'єру через виявлену грижу в нижній частині спини.

## Виступи за збірну
Не маючи в своєму активі жодного матчу за збірну, Рожер був включений в заявку на розіграш Кубка Америки 2001 року у Колумбії, де 12 червня зіграв свій перший і єдиний матч за Бразилію проти збірної Мексики (0:1).

## Кар'єра тренера
Завершивши ігрову кар'єру, Рожер до 2013 року працював асистентом головного тренера в «Греміо», а 2012 року навіть недовго був виконуючим обов'язків головного тренера клубу.
20 лютого 2014 Рожер розпочав самостійну роботу, очоливши «Жувентуде», але вже в липні був звільнений через незадовільні результати.
19 грудня 2014 ріка Рожер очолив клуб «Нову-Амбургу», де також пропрацював менше року.
26 травня 2015 року очолив тренерський штаб «Греміо».

## Титули і досягнення
- Чемпіон Бразилії (1):

«Греміо»: 1996
- Володар Кубка Бразилії (4):

«Греміо»: 1994, 1997, 2001
«Флуміненсе»: 2007
- Чемпіон штату Ріу-Гранді-ду-Сул (5):

«Греміо»: 1993, 1995, 1996, 1999, 2001
- Володар Кубка Лібертадорес (1):

«Греміо»: 1995
- Переможець Рекопи Південної Америки (1):

«Греміо»: 1996